# Norrböle by
Norrböle by var en tidigare by i Skellefteå landsförsamling.

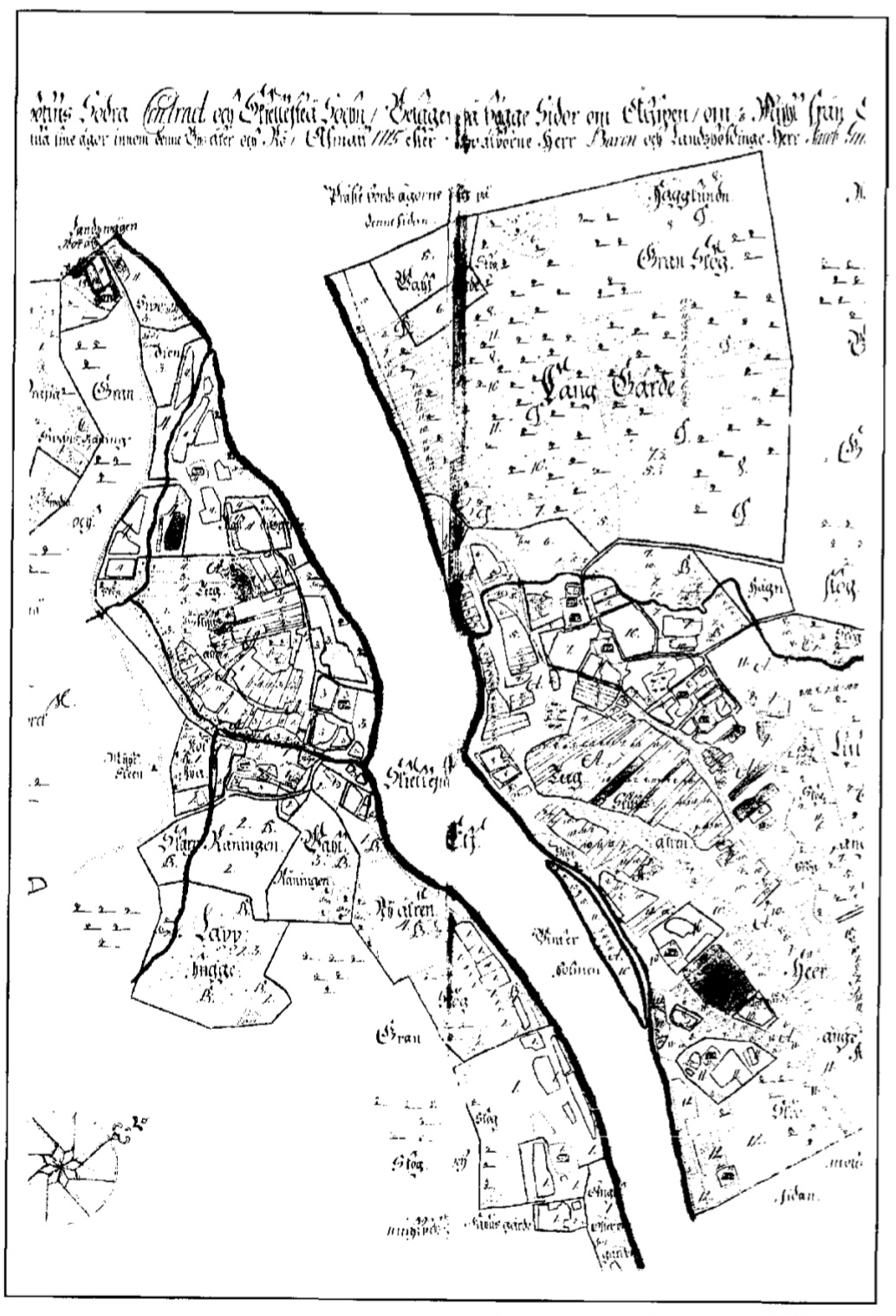
Karta över Norrböle by från 1725. I mitten syns Skellefteåälven

Byn omfattade ursprungligen dagens Norrböle, Sörböle, Älvsbacka och Morön. Norrböle by beskrivs som en "välbärgad by".

## Historia

### Namn
Namnet Norrböle syftar på nybygge, och tillägget norr. Byns tidigare namn har varit: Böletth (1539), Böletth (1543), Söderböle, Böleth och Morenn (1547), Böleth (1557), Bölet (1581), Böölet (1600), Bölett (1610), Bölet (1630), Bölet (1650).

### 1500-talet
År 1539 utgjordes Norrböle by av fem hemman, nr 5, 7, 8, 9 och 12. De fyra förstnämnda var samtliga belägna i närheten av där E4 idag passerar genom Skellefteå centrum. De omfattade nutidens Kvarteret Pantern, parkeringshuset Renen, St Olovs kyrka och Kanalskolan. Det är mest troligt det området som är den ursprungliga byn. Nr 12 låg österut på Älvslunda, Älvsbacka.

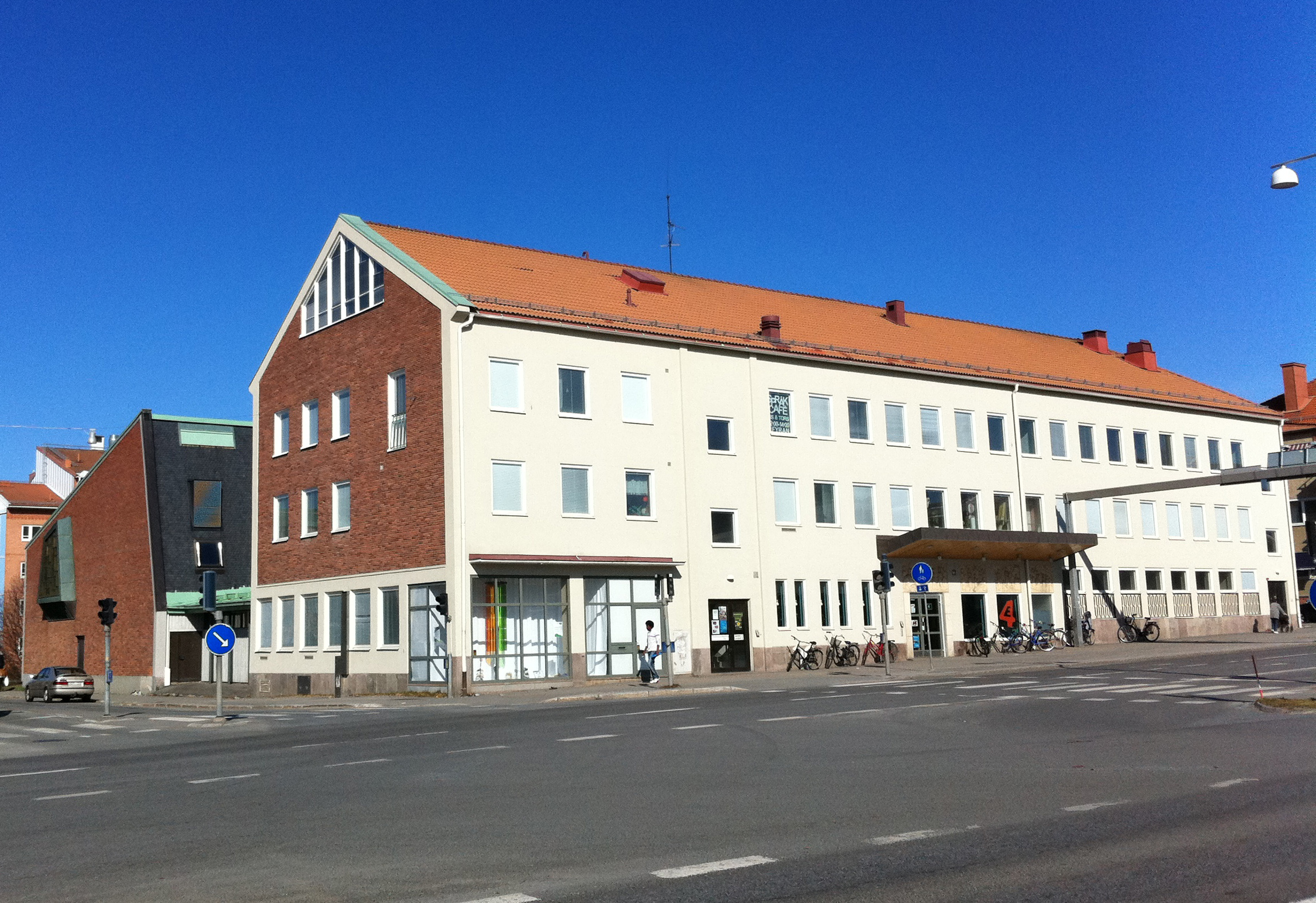
Kvarteret Pantern.

År 1543 hade Norrböle by åtta hemman, varav tre på Sörböle och fem på Norrböle. Av hemmanen på Sörböle utgjorde två av dessa ett enda hemman 1539. Samma år uppgick åkerarealen till 11,6 hektar. Ett hemman i byn hade på 1550-talet ett fjällträsk i Malån. Bönderna jagade säl i havet under 1550- och 1560-talen och fiskade 1557 strömming i Kågnäset. Långviken (Longuiken) och Fällviken (Feluiken) i havet betecknades 1559 som byns hemträsk och för fiske med två notar fick man betala två lispund i skatt.  
Ett av hemmanen på Norrböle delades 1560 och byn fick då nio hemman. Sex av de nio hemmanen ägde silver. Bönderna i byn fiskade på 1560-talet i Kungsälven (Konungz Elff), vilket kan vara ett tidigare namn på Klockarbäcken.

### 1600-talet
År 1609 uppgick åkerarealen till 14,7 hektar. Efter att ett av hemmanen på Sörböle delades 1623 och ett av hemmanen på Norrböle delades 1634 hade byn 11 gårdar. Åkerarealen utökades allt eftersom och uppgick till 16 hektar 1648. I mitten på 1600-talet började  Morön redovisas separat under namnet Moren.

### 1700-talet
År 1700 uppgick åkerarealen till 16,8 hektar, varav 1,7 hektar var obrukad. Enligt kartor från mitten av 1700-talet blev då Sörböle en egen by. Eventuellt hade de också egna bystämmor.
Omkring 1770 anlade häradshövdingen Carl Göran Furtenbach Strömsörs herrgård på hemmanen 6 och 8. Han ägde även en del av hemman 10.

### 1800-talet
I mitten på 1800-talet började Skellefteå stad anläggas på Norrböle bys mark. Det var hemman nr 6 och 8 som togs i anspråk för detta. Därefter kom Norrböle by att syfta på området norr om staden och bestod då av ett område med timmerhus, lador och bodar. Än längre norrut, på nuvarande Vitberget, fanns i slutet av 1800-talet, fortfarande endast åkrar, ängar och en fattigstuga.

### 1900-talet
Genom Albert Lilienbergs stadsplan som upprättades 1919 införlivades Norrböle i staden och blev då en stadsdel. Endast ett fåtal byggnader som uppfördes dessförinnan finns kvar. Dessa är: ett fåtal hus på Norrbölegatan och Åsgatan som uppfördes på 1800-talet, Högalidsgatan 1 som uppfördes på 1870-talet, ett fåtal hus på dåtidens Hyttliden – nuvarande Vitberget –  som uppfördes i början på 1900-talet. Även de äldsta delarna av Skellefteå lasarett kvarstår från tiden innan Norrböle blev en stadsdel.